# 에두아르도 프레이 루이스 타글레
에두아르도 알프레도 후안 베르나르도 프레이 루이스 타글레(스페인어: Eduardo Alfredo Juan Bernardo Frei Ruiz-Tagle, 1942년 6월 24일~)는 칠레의 토목공학자이자 1994년부터 2000년까지 칠레의 대통령으로 활동한 정치인이다.

## 생애
프레이는 산티아고에서 에두아르도 프레이 몬탈바와 마리아 루이스 타글레 히메네스의 아들로 태어났다. 그는 루이스 캄피노 전문학교에서 그의 모든 학교 교육을 받았다. 그 후 칠레 대학교에서 수리학을 전공하였으며, 졸업 후에 이탈리아에서 경영 고등과정을 이어갔다.
1989년 산티아고의 상원 의원에 당선됐다. 1992년 리카르도 라고스와 대통령 후보 경선을 치러 승리했다. 1993년 칠레 대통령선거에서 당선됐다.
그는 현재 로스리오스 주의 상원의원이며 2006년부터 2008년까지 상원의장을 역임하였다. 2009년 칠레 대통령선거에서 여당 민주화를 위한 정당 협력체의 대통령 후보로서 복귀를 시도했지만, 근소한 차이로 패배하였다.
스위스로부터 칠레에 이민왔던 할아버지 에두아르도 프레이 슐린츠 프레이는 2009년에 스위스 시민권을 획득하였다.

## 역대 선거 결과
| 선거명           | 직책명        | 대수 | 정당         | 1차 득표율 | 1차 득표수  | 2차 득표율 | 2차 득표수  | 결과 | 당락             |
| ---------------- | ------------- | ---- | ------------ | ---------- | ----------- | ---------- | ----------- | ---- | ---------------- |
| 1993년 선거      | 칠레의 대통령 | 37대 | 기독교민주당 | 57.98%     | 4,040,497표 |            |             | 1위  | 칠레 대통령 당선 |
| 2009-2010년 선거 | 칠레의 대통령 | 40대 | 기독교민주당 | 29.60%     | 2,065,061표 | 48.39%     | 3,367,790표 | 2위  | 낙선             |